# Australia's Next Top Model (mùa 8)
Mùa thứ tám của Australia's Next Top Model bắt đầu phát sóng vào ngày 9 tháng 7 năm 2013 trên Fox8. Sarah Murdoch đã rời chương trình và đã được thay thế bởi Jennifer Hawkins là host mới. Alex Perry và Charlotte Dawson trở lại làm giám khảo cho mùa giải này với Didier Cohen là giám khảo mới của chương trình. Đây là mùa cuối cùng có sự góp mặt của Dawson, trước khi cô chết vì tự tử trong 5 tháng sau khi chương trình kết thúc.
Điểm đến quốc tế của mùa này là Băng Cốc dành cho top 15 và Port Louis dành cho top 4.
Người chiến thắng trong cuộc thi là Melissa Juratowitch, 16 tuổi từ Melbourne. Cô giành được các giải thưởng cho mùa này bao gồm:
- 1 hợp đồng người mẫu với IMG Models trong một năm và được đại diện trên toàn thế giới ở Luân Đôn, New York, Milan và Paris
- Lên ảnh bìa và 8 trang biên tập của tạp chí Harper's Bazaar
- Giải thưởng tiền mặt trị giá $20,000 từ TRESemmé
- 1 chiếc xe Nissan Dualis
- 1 chuyến đi đến Paris để tạo dựng hồ sơ người mẫu

## Tóm tắt mùa giải
50 thí sinh được lựa chọn để tham gia vào cuộc thi năm nay. Tập đầu tiên của chương trình đã được trình chiếu trong một màn trình chiếu đặc biệt dành cho người hâm mộ. 15 thí sinh chính thức được chọn để cạnh tranh cho danh hiệu.

### Yêu cầu
Tất cả thí sinh phải từ 16 tuổi trở lên để đăng ký và phải cao từ 1m72 trở lên. Để có đủ điều kiện, tất cả các thí sinh phải là công dân Úc hiện đang sinh sống tại Úc. Các yêu cầu bổ sung cho biết thí sinh không thể có kinh nghiệm trước đây như một người mẫu trong một chiến dịch trong vòng 5 năm qua, và nếu một thí sinh được đại diện bởi một đại lý hoặc một người quản lý, cô ấy phải chấm dứt sự đại diện đó trước cuộc thi.

### Tuyển chọn
Các buổi tuyển chọn cho mùa 8 bắt đầu diễn ra vào ngày 13 tháng 1 tại Adelaide, tiếp tục ở Perth, Brisbane, Townsville và Sydney suốt suốt tháng còn lại của tháng trước khi kết thúc ở Melbourne vào ngày 23 tháng 1.

## Thí sinh
(Độ tuổi tính từ ngày dự thi)
| Thí sinh            | Tuổi | Chiều cao               | Quê quán    | Bị loại ở | Hạng                    |
| ------------------- | ---- | ----------------------- | ----------- | --------- | ----------------------- |
| Chanique Greyling   | 20   | 1,75 m (5 ft 9 in)      | Newcastle   | Tập 2     | 15                      |
| Taylor Henley       | 17   | 1,77 m (5 ft 9+1⁄2 in)  | Adelaide    | Tập 3     | 14                      |
| Rhiannon Bradshaw   | 19   | 1,78 m (5 ft 10 in)     | Brisbane    | Tập 4     | 13                      |
| April Harvey        | 18   | 1,73 m (5 ft 8 in)      | Tweed Heads | Tập 5     | 12–11                   |
| Brooke Hogan        | 21   | 1,79 m (5 ft 10+1⁄2 in) | Melbourne   | Tập 5     | 12–11                   |
| Taylah Roberts      | 18   | 1,75 m (5 ft 9 in)      | Perth       | Tập 6     | 10 (Tước quyền thi đấu) |
| Madeline Cowe       | 19   | 1,78 m (5 ft 10 in)     | Cairns      | Tập 7     | 9                       |
| Ashley Pogmore      | 18   | 1,73 m (5 ft 8 in)      | Sydney      | Tập 8     | 8                       |
| Shannon Richardson  | 18   | 1,75 m (5 ft 9 in)      | Goald Coast | Tập 9     | 7                       |
| Dajana Bogojevic    | 17   | 1,75 m (5 ft 9 in)      | Queanbeyan  | Tập 10    | 6–5                     |
| Jade Collins        | 20   | 1,76 m (5 ft 9+1⁄2 in)  | Sydney      | Tập 10    | 6–5                     |
| Abbie Weir          | 17   | 1,81 m (5 ft 11+1⁄2 in) | Maclean     | Tập 11    | 4                       |
| Duckie Thot         | 17   | 1,77 m (5 ft 9+1⁄2 in)  | Melbourne   | Tập 12    | 3                       |
| Shanali Martin      | 16   | 1,78 m (5 ft 10 in)     | Melbourne   | Tập 12    | 2                       |
| Melissa Juratowitch | 16   | 1,73 m (5 ft 8 in)      | Melbourne   | Tập 12    | 1                       |

### Ban giám khảo
- Jennifer Hawkins (host)
- Alex Perry
- Charlotte Dawson
- Didier Cohen

## Các tập

### Tập 1
Khởi chiếu: 9 tháng 7 năm 2013
50 thí sinh bán kết đã gặp nhau tại một khu trại hình sự trên đảo Cockatoo để bắt đầu cuộc thi. Sau đó, họ đã có buổi chụp hình chân dung theo phong cách tù nhân, trước khi được chia thành nhóm tham gia phỏng vấn với ban giám khảo. Sau khi tất cả đã phỏng vấn xong, ban giám khảo đã quyết định sẽ chia tay 25 cô gái ra khỏi cuộc thi. 
Ngày hôm sau, 25 thí sinh còn lại đã có thử thách trình diễn thời trang trong áo tắm, trong khi họ sẽ phải đi trên một tấm ván treo lơ lửng trên mặt nước. Sau đó, họ đã có buổi chụp hình tiếp theo hóa thân thành tù nhân bị giam cầm. Sau khi cân nhắc một lần cuối cùng, 15 cô gái đã được chọn và sẽ được bay tới Băng Cốc ngay sau đó.
- Nhiếp ảnh gia: Michael Naumoff

### Tập 2
Khởi chiếu: 16 tháng 7 năm 2013
15 cô gái được đưa tới Băng Cốc và ngay sau đó được di chuyển tới khách sạn của mình. Ngày hôm sau, họ được đưa tới một ngôi chùa để tham gia một buổi thiền định, trước khi họ được chia thành 3 đội và tham gia vào thử thách phối đồ cho một người, trong khi họ sẽ phải mua phụ kiện tại khu chợ trời địa phương. Kết quả là April, Dajana, Duckie, Madeline & Shanali chiến thắng thử thách và sẽ được một buổi làm móng bên hồ bơi.
Ngày hôm sau, họ được đưa tới một vùng quê cho buổi chụp hình tiếp theo hóa thân thành du khách bị lạc ở nông thôn. Vào buổi đánh giá ngay sau khi họ quay về Sydney, April có tấm ảnh đẹp nhất còn Chanique là thí sinh đầu tiên bị loại.
- Nhiếp ảnh gia: Kane Skennar

### Tập 3
Khởi chiếu: 23 tháng 7 năm 2013
14 cô gái còn lại được chuyển đến biệt thự của mình, nhưng trước đó thì Ashley đã phải nhập viện vì bệnh viêm ruột thừa. Jennifer sau đó đã đến gặp họ sau đó đã có một bài học về ăn uống lành mạnh với huấn luyện viên thể hình James Duigan. Ngày hôm sau, họ nhận được tin nhắn từ siêu mẫu Candice Swanepoel về tầm quan trọng của sức chịu đựng của cơ thể, thể lực và sức mạnh trong ngành người mẫu, Sau đó, họ được đưa tới một khu rừng cho thử thách vượt chướng ngại vật, khi họ sẽ phải chạy 1km đi qua 7 chặng chướng ngại vật đầy khó khăn và mệt mỏi. Kết quả là Jade là người hoàn thành đầu tiên và sẽ nhận được quần áo thể dục trị giá $2.000 cùng một năm sử dụng thực phẩm tăng cường sức khỏe từ James Duigan. Quay về ngôi nhà chung, Ashley đã dần hồi phục và có thể tiếp tục ở lại cuộc thi.
Ngày tiếp theo, họ được đưa tới phòng tập gym CrossFit Active cho buổi chụp hình tiếp theo hóa thân thành vận động viên thể dục dụng cụ. Vào buổi đánh giá ngày hôm sau, Taylah có tấm ảnh đẹp nhất còn Taylor là thí sinh tiếp theo bị loại.
- Nhiếp ảnh gia: Justin Ridler
- Khách mời đặc biệt: James Duigan, Candice Swanepoel

### Tập 4
Khởi chiếu: 30 tháng 7 năm 2013
13 cô gái còn lại đã được đưa đến biệt thự Elizabeth Bay House cho một bữa tiệc trà nhưng họ không biết rằng là Jennifer và nữ doanh nhân June Dally-Watkins đang theo dõi những hành vi của họ, trước khi có một buổi học lễ nghi từ June. Quay về ngôi nhà chung, Hoa hậu Hoàn vũ Úc 2009 Rachael Finch đến gặp các cô gái để thông báo về thử thách tiếp theo hóa thân thành người nổi tiếng trên thảm đỏ và phải đối mặt với báo chí, tay săn ảnh và người hâm mộ của chương trình cho một buổi công chiếu giả tại rạp chiếu phim The Ritz. Kết quả là Brooke, Shanali & Shannon chiến thắng thử thách và sẽ được xuất hiện trong chiến dịch quảng cáo cho Nissan Dualis cùng với Rachael.
Ngày hôm sau, họ đã có buổi chụp hình tiếp theo hóa thân thành bà nội trợ hiện đại của thập niên 1950. Vào buổi đánh giá ngày tiếp theo, Melissa có tấm ảnh đẹp nhất còn Rhiannon là thí sinh tiếp theo bị loại.
- Nhiếp ảnh gia: Derek Henderson
- Khách mời đặc biệt: June Dally-Watkins, Rachael Finch

### Tập 5
Khởi chiếu: 6 tháng 8 năm 2013
12 cô gái còn lại đã được đưa đến công viên động vật bò sát Úc cho một buổi vượt qua nỗi sợ hãi của họ qua những việc như chạm tay vào những con sâu, hôn cá sấu, để trăn bò lên chân và ôm con kangaroo. Ngày hôm sau, họ được đưa tới tiệm salon The Australasian College Broadway để nhận diện mạo mới của mình, nhưng sẽ  chỉ được nhìn thấy kết quả cuối cùng khi họ phải trình diễn thời trang trước những vị khách trong giới thời trang và các phương tiện truyền thông, cũng như là được gặp người thân của họ ngay sau đó.
Ngày tiếp theo, họ đến công viên Hyde cho buổi chụp hình tiếp theo trong đồ lót cổ điển lấy cảm hứng từ Calvin Klein của thập niên 1990. Vào buổi đánh giá ngày hôm sau, Melissa có tấm ảnh đẹp nhất còn April & Brooke rơi vào cuối bảng, và tất cả thí sinh được an toàn đều bị sốc khi biết cả hai đều là thí sinh tiếp theo bị loại.
- Nhiếp ảnh gia: Harold David
- Khách mời đặc biệt: Julie Mendezona, Troy Thompson, Thelma McQuillan, Danielle Ragenard

### Tập 6
Khởi chiếu: 13 tháng 8 năm 2013
10 cô gái còn lại được đưa đến khách sạn Silverton ở thị trấn Broken Hill cho một buổi học về làm việc theo nhóm qua buổi học nhảy đồng quê với biên đạo viên Tin Gauci. Ngày hôm sau, họ đã tham gia vào thử thách vẽ tranh theo 2 đội và một người trong mỗi đội sẽ làm người mẫu tạo dáng trong suốt 45 phút để các thành viên còn lại vẽ bức tranh. Sau khi thử thách kết thúc, đội của Melissa đã có cuộc chiến sơn với nhau và xung đột leo thang giữa Ashley & Taylah, khi Ashley đã ném sơn vào Dajana mà lúc đó cô đang mặc áo của Taylah và tất cả đã đi quá xa khi Taylah bắt đầu bóp cổ Ashley và đẩy cô xuống bụi cỏ. Charlotte & Didier sau đó ám chỉ rằng vấn đề này rất nghiêm trọng trong cuộc thi.
Ngày tiếp theo, các cô gái đã phải làm việc theo cặp cho chụp hình tiếp theo lấy cảm hứng từ bộ phim Thelma & Louise, khi họ hoá thân những kẻ chạy trốn vào vùng sa mạc. Vào buổi đánh giá ngày hôm sau với sự xuất hiện của giám khảo khách mời là Jez Smith, khi tới lượt phần đánh giá của Taylah thì Jennifer đã tiết lộ rằng là cô đã bị tước quyền thi đấu vì hành vi bạo lực của mình với Ashley. Kết quả là Madeline & Jade đều giành được tấm ảnh đẹp nhất còn Duckie & Melissa rơi vào 2 người cuối bảng, nhưng sau đó Jennifer thông báo rằng là cả 2 đều được an toàn.
- Nhiếp ảnh gia: Jordan Graham
- Khách mời đặc biệt: Tin Gauci, Kathy Ferry, Jez Smith

### Tập 7
Khởi chiếu: 20 tháng 8 năm 2013
9 cô gái còn lại được đưa đến cửa hàng thời trang Manning Cartell cho một buổi học catwalk từ Jennifer và nhà thiết kế Gabrielle Manning. Ngày hôm sau, họ được đưa tới quản lí quảng cáo Y&R ANZ cho thử thách casting cho Colgate, và họ không biết rằng là Alex đang bí mật đã theo dõi hành vi của họ qua camera khi họ phản ứng với những tình huống khó xử do các nhà sản xuất chương trình đưa ra. Kết quả là Jade chiến thắng thử thách và sẽ được xuất hiện trong chiến dịch quảng cáo mới nhất của Colgate.
Ngày tiếp theo, họ được đưa đến khách sạn Hilton cho buổi chụp hình chân dung cho Colgate, khi họ được hoá thân thành những cô gái tự tin và hào nhoáng trong khi quyến rũ thể hiện trên nụ cười của họ. Vào buổi đánh giá ngày hôm sau, Duckie có tấm ảnh đẹp nhất còn Madeline là thí sinh tiếp theo bị loại.
- Nhiếp ảnh gia: Simon Upton
- Khách mời đặc biệt: Gabrielle Manning, Julian Watt, Matt O'Brien

### Tập 8
Khởi chiếu: 27 tháng 8 năm 2013
8 cô gái còn lại được đưa đến nhà hát Opera Sydney cho một buổi học múa balê từ một nghệ sĩ chính của Australian Ballet, Amber Scott. Ngày hôm sau, họ đã có thử thách quay phim thời trang câm cho nước uống Mount Franklin cùng với anh em người mẫu Jordan Stenmark & Zac Stenmark, khi Jordan & Zac sẽ để những chai nước xung quanh ngôi nhà và các cô gái phải truy tìm người đã đặt chúng.
Ngày tiếp theo, họ được gặp Alex và anh em Stenmark tại bãi biển Bronte để thông báo rằng là Abbie chiến thắng thử thách ngày hôm qua và sẽ nhận được một bộ trang sức từ Samantha Wills. Sau đó, họ đã có buổi chụp hình tiếp theo trong áo lướt sóng để tạo ra một hình ảnh đại diện cho văn hóa bãi biển Úc. Vào buổi đánh giá ngày hôm sau, Shanali có tấm ảnh đẹp nhất còn Ashley là thí sinh tiếp theo bị loại.
- Nhiếp ảnh gia: Zachary Handley
- Khách mời đặc biệt: Amber Scott, Alex Goddard, Camilla Franks, Jordan Stenmark, Zac Stenmark

### Tập 9
Khởi chiếu: 3 tháng 9 năm 2013
7 cô gái còn lại được đưa đến trung tâm House of Yoga Redfern để tham dự một buổi học yoga chống trọng lực với huấn luyện viên Evangeline Yeun. Sau đó, họ được gặp Alex ngoại ô Darlinghurst cho thử thách tái tạo lại bộ sưu tập xuân/hè của Alex Perry, khi họ sẽ được chia thành cặp và phải làm tóc, trang điểm và thay đồ giống như yêu cầu của Alex trong buồng điện thoại nhỏ nhanh nhất có thể. Kết quả là Abbie chiến thắng thử thách và cô chọn Duckie để cùng nhận thưởng là một bữa tiệc trà tại khách sạn Langham và sẽ được một nhà chiêm tinh nói về những sự kiện tốt sẽ xảy ra trong tương lai của họ.
Ngày hôm sau, Didier đến gặp các cô gái tại ngôi nhà chung và họ đã có một buổi tâm sự về cuộc sống của họ trước khi tham gia chương trình. Ngày tiếp theo, họ đã có buổi chụp hình tiếp theo cho 8 trang biên tập của tạp chí Cosmopolitan, khi họ phải tạo dáng bên trong 2 chiếc gương và kiểu tạo dáng của họ sẽ được thể hiện ở mọi góc cạnh qua những chiếc gương. Vào buổi đánh giá ngày hôm sau với sự xuất hiện của giám khảo khách mời là Bronwyn McCahon, Duckie là người đã gây ấn tượng với Bronwyn nhiều nhất nên cô sẽ được xuất hiện trong 2 trang biên tập. Kết quả là Dajana có tấm ảnh đẹp nhất còn Shannon là thí sinh tiếp theo bi loại.
- Nhiếp ảnh gia: Richard Freeman
- Khách mời đặc biệt: Evangeline Yeun, Bronwyn McCahon, Nicole Adolphe

### Tập 10
Khởi chiếu: 10 tháng 9 năm 2013
6 cô gái còn lại được đưa tới công viên Trumper cho một buổi huấn luyện bóng bầu dục với người mẫu Kris Smith, để giúp họ đào tạo phẩm chất nam tính của mình. Ngày hôm sau, họ được giới thiệu với drag king Rocco D'Amore và được hoá trang thành nam giới cho thử thách hoá thân thành đàn ông và thể hiện mặt đàn ông của mình trong khi nói chuyện với blogger Jo Thornely đang đóng vai thành người lạ tại một quán cà phê, trong khi Didier đang âm thầm xem phần thể hiện của họ ở trong quán. Kết quả là Duckie chiến thắng thử thách và nhận được một chiếc máy tính bảng Microsoft Surface RT trị giá $699.
Ngày tiếp theo, họ được đưa tới một bãi biển cho buổi chụp hình tiếp theo theo phong cách nam tính của những năm 1990. Vào buổi đánh giá ngày hôm sau, Abbie có tấm ảnh đẹp nhất còn Jade & Dajana là 2 thí sinh tiếp theo bị loại.
- Nhiếp ảnh gia: Georges Antoni
- Khách mời đặc biệt: Kris Smith, Rocco D'Amore, Jo Thornely

### Tập 11
Khởi chiếu: 17 tháng 9 năm 2013
4 cô gái còn lại được gặp Charlotte tại ngôi nhà chung và cô thông báo rằng là họ sẽ tham gia vào hai buổi chụp hình để giúp xác định thí sinh nào sẽ vào đêm chung kết và buổi chụp hình đó sẽ thực hiện ở đảo Port Louis. Sau khi bay tới Port Louis, họ được di chuyển tới khu nghỉ dưỡng của mình và sau đó, họ gặp Didier cho có thử thách trình diễn thời trang ở giữa biển, khi họ sẽ được đội những chiếc mũ thở và phải sải bước cùng với tạo dáng ở dưới nước. Họ đều cố gắng và đều làm rất tốt nhưng với Melissa thì cô đã từ chối tham gia vào thử thách. Kết quả là Shanali chiến thắng thử thách và nhận được một buổi massage xoa bóp Mauritian truyền thống ở bãi biển.
Ngày hôm sau, họ được đưa tới một bãi biển cho buổi chụp hình tiếp theo trong phong cách Gothic, khi họ phải tỏ ra sự chán nản trong biểu cảm. Quay về khu nghỉ dưỡng, họ đã có một bữa trưa với Jennifer và nhận được thư từ người thân của họ. Ngày tiếp theo, họ được đưa tới một làng đánh cá cho buổi chụp hình thứ hai trong phong cách đầy màu sắc với những người dân ở làng chài Mauritian. Vào buổi đánh giá ngay sau khi họ quay về Sydney, Shanali có màn thể hiện tốt nhất còn Abbie là thí sinh cuối cùng bị loại.
- Nhiếp ảnh gia: Jez Smith

### Tập 12
Khởi chiếu: 24 tháng 9 năm 2013
Vào đêm chung kết được truyền hình trực tiếp tại sòng bạc The Star Sydney, 15 cô gái đã mở màn với màn trình diễn thời trang qua phần biểu diễn của nhóm Rudimental với bài hát Feel the Love, và các giám khảo đã được hỏi ý kiến của họ về ba người cuối cùng. Sau đó, buổi chụp hình cuối cùng cho ảnh bìa tạp chí Harper's Bazaar được trình chiếu, và các giám khảo phỏng vấn các cô gái yêu thích của họ về những suy nghĩ của họ về sự nghiệp người mẫu của họ.
Sau đó, 12 cô gái bị loại trước đó đã có buổi trình diễn thời trang lần thứ hai qua phần biểu diễn của ca sĩ Ricki Lee với bài hát Come and Get in Trouble with Me. Ngay sau đó là lần loại trừ đầu tiên và kết quả là Duckie là người bị loại. Melissa và Shanali sau đó đã có buổi trình diễn thời trang cuối cùng của mình qua phần biểu diễn của gánh xiếc Cirque du Soleil với bài hát Smooth Criminal của Michael Jackson. Kết quả cuối cùng, Melissa trở thành quán quân thứ tám của Australia's Next Top Model.
- Nhiếp ảnh gia: Simon Upton
- Khách mời đặc biệt: Piers Aggett, Amir Amor, Kesi Dryden, Leon Rolle, Kellie Hush, Ricki Lee, Cirque du Soleil

## Kết quả
| 1  | Abbie    | April    | Taylah   | Melissa  | Melissa      | Jade Madeline  | Duckie   | Shanali | Dajana  | Abbie       | Shanali | Shanali | Melissa |  |  |  |  |  |  |  |  |  |  |
| 2  | Ashley   | Brooke   | Melissa  | Madeline | Jade         | Jade Madeline  | Jade     | Abbie   | Duckie  | Shanali     | Melissa | Melissa | Shanali |  |  |  |  |  |  |  |  |  |  |
| 3  | Dajana   | Duckie   | Duckie   | Shanali  | Duckie       | Ashley         | Dajana   | Dajana  | Abbie   | Melissa     | Duckie  | Duckie  |         |  |  |  |  |  |  |  |  |  |  |
| 4  | Rhiannon | Melissa  | Rhiannon | Duckie   | Shanali      | Shanali        | Shanali  | Duckie  | Jade    | Duckie      | Abbie   |         |         |  |  |  |  |  |  |  |  |  |  |
| 5  | Taylah   | Ashley   | Shannon  | Ashley   | Abbie        | Dajana         | Shannon  | Melissa | Melissa | Dajana Jade |         |         |         |  |  |  |  |  |  |  |  |  |  |
| 6  | Shanali  | Taylah   | Jade     | Taylah   | Shannon      | Abbie          | Ashley   | Shannon | Shanali | Dajana Jade |         |         |         |  |  |  |  |  |  |  |  |  |  |
| 7  | Chanique | Shanali  | Brooke   | Jade     | Madeline     | Shannon        | Abbie    | Jade    | Shannon |             |         |         |         |  |  |  |  |  |  |  |  |  |  |
| 8  | Brooke   | Dajana   | Dajana   | Brooke   | Dajana       | Duckie Melissa | Melissa  | Ashley  |         |             |         |         |         |  |  |  |  |  |  |  |  |  |  |
| 9  | Taylor   | Abbie    | Ashley   | Shannon  | Ashley       | Duckie Melissa | Madeline |         |         |             |         |         |         |  |  |  |  |  |  |  |  |  |  |
| 10 | Madeline | Taylor   | April    | April    | Taylah       | Taylah         |          |         |         |             |         |         |         |  |  |  |  |  |  |  |  |  |  |
| 11 | Jade     | Madeline | Abbie    | Dajana   | April Brooke |                |          |         |         |             |         |         |         |  |  |  |  |  |  |  |  |  |  |
| 12 | Duckie   | Rhiannon | Shanali  | Abbie    | April Brooke |                |          |         |         |             |         |         |         |  |  |  |  |  |  |  |  |  |  |
| 13 | Shannon  | Jade     | Madeline | Rhiannon |              |                |          |         |         |             |         |         |         |  |  |  |  |  |  |  |  |  |  |
| 14 | Melissa  | Shannon  | Taylor   |          |              |                |          |         |         |             |         |         |         |  |  |  |  |  |  |  |  |  |  |
| 15 | April    | Chanique |          |          |              |                |          |         |         |             |         |         |         |  |  |  |  |  |  |  |  |  |  |

     Thí sinh bị loại
     Thí sinh bị tước quyền thi đấu
     Thí sinh không bị loại khi rơi vào cuối bảng
     Thí sinh chiến thắng cuộc thi
- Tập 1 là tập casting. Top 50 đã giảm xuống còn 25 cô gái, và lần lượt giảm xuống còn 15 thí sinh cuối cùng.
- Tập 5 có loại trừ kép với hai thí sinh cuối bảng đang có nguy cơ bị loại.
- Trong tập 6, Taylah đã bị tước quyền thi đấu vì gây bạo lực với Ashley. Kết quả là không ai bị loại. Ngoài ra, Jade và Madeline đều được tấm ảnh đẹp nhất vì là một cặp.
- Tập 10 có loại trừ kép với ba thí sinh cuối bảng đang có nguy cơ bị loại.

### Buổi chụp hình
- Tập 1: Tù nhân (casting)
- Tập 2: Du khách đi lạc trên đồng quê ở Thái Lan
- Tập 3: Vận động viên thể dục
- Tập 4: Bà nội trợ 1950
- Tập 5: Ảnh cổ điển kiểu Calvin Klein
- Tập 6: Những kẻ chạy trốn lấy cảm hứng từ phim Thelma & Louise
- Tập 7: Ảnh chân dung vẻ đẹp của nụ cười trắng sáng cho Colgate
- Tập 8: Dân lướt sóng trên bãi biển
- Tập 9: Tạo dáng trước gương phản chiếu cho Cosmopolitan
- Tập 10: Phong cách nam tính của những năm 1990
- Tập 11: Phong cách Gothic trên bãi biển; Trang phục màu sặc sỡ với những người dân làng chài Mauritian
- Tập 12: Ảnh bìa tạp chí Harper's Bazaar